# Магнітний неруйнівний контроль
Магнітний контроль — різновид неруйнівного контролю.

## Методи магнітного контролю
За способом отримання первинної інформації розрізняють методи магнітного контролю:
• магнітопорошковий (МП), заснований на реєстрації магнітних полів розсіювання готівка дефектами з використанням як індикатора ферімагнітного порошку або магнітної суспензії;
• магнітографічний (МГ), заснований на реєстрації магнітних полів розсіювання з використанням як індикатора феромагнітної плівки;
• ферозондовий (ФЗ), заснований на вимірюванні напруженості магнітного поля ферозондами;
• ефекту Холла (ЕХ), заснований на реєстрації магнітних полів датчиками Холла;
• індукційний (І), заснований на реєстрації магнітних полів розсіювання за величиною або фазою індукції електрорушійної сили (ЕРС);
• пондеромоторний (ПМ), заснований на реєстрації сили відриву (тяжіння) постійного магніту або сердечника електромагніту від контрольованого об'єкта;
• магніторезисторний (МР), заснований на реєстрації магнітних полів розсіювання магніторезисторами;
• магнітооптичний (МП), заснований на візуалізації доменної структури матеріалу за допомогою ферит-гранатових плівок із дзеркальною підкладкою.
За допомогою цих методів можна здійснити контроль:
- суцільності (МП, МГ, ФЗ, ЕХ, І, МР, МО),
- розмірів (ФЗ, ЕХ, І, ПМ),
- структури і фізико-механічних властивостей (ФЗ, ЕХ, І, МО).